# Arthur J. Beattie
Arthur James Beattie (* 28. Juni 1914 in Belize, Britisch-Honduras; † 20. Februar 1996) war ein britischer Altphilologe, Gräzist und Hochschullehrer sowie Offizier der Britischen Armee.

## Leben
Der in Zentralamerika geborene Beattie war Sohn eines Anfang des 20. Jahrhunderts während der Kolonialzeit in Britisch-Honduras tätigen Mahagoni-Händlers. Wenige Wochen nach seiner Geburt zog seine Familie nach dem Ausbruch des Ersten Weltkrieges 1914 nach Schottland, wo sein Vater in die Britische Armee eintrat.
Beattie wuchs in der schottischen Stadt Montrose auf, der er zeitlebens verbunden blieb. Er besuchte die Montrose Academy und studierte anschließend an der University of Aberdeen, an der er 1935 im Fach Klassische Philologie mit Auszeichnung bestand. Nach seinem Wechsel an das Sidney Sussex College der Universität Cambridge schloss er beide Teile der klassischen Tripos-Prüfung ebenfalls mit Auszeichnung ab.
Während des Zweiten Weltkrieges durchlief Beattie eine Kadettenausbildung bei der Royal Artillery, wurde im Juni 1941 als Second Lieutenant vom Intelligence Corps der Britischen Armee übernommen und stieg bis 1945 in den temporären Rang eines Major auf. Nach dem Sieg über Nazideutschland wirkte er in der Britischen Besatzungszone als Offizier der „Education and Religious Affairs Branch“ der britischen Militärregierung. In dieser Funktion wirkte er im Rahmen der Entnazifizierungs-Verfahren beispielsweise in Hannover und Göttingen und insbesondere im Fall des der Evangelischen Kirche in Deutschland (EKD) angehörigen und zuvor im Kirchenkampf engagierten Bischofs August Marahrens.
1946 kehrte er an die Universität Cambridge zurück, wo er Dozent für Klassische Philologie wurde. Von 1951 bis 1981 lehrte Beattie als Professor für Griechisch an der University of Edinburgh und wurde dort auch Dekan der Faculty of Arts. 1957 wurde er als Fellow der Royal Society of Edinburgh und 1966 als Kommandeur des griechischen Phönix-Ordens ausgezeichnet.
Beattie starb 1996 nach kurzer Krankheit unverheiratet und kinderlos im Alter von 81 Jahren.